# Michelle Akers
Michelle Anne Akers (Santa Clara, Kalifornia, 1966. február 1. –) svéd származású amerikai válogatott labdarúgó.

## Sikerei, díjai
- Csapatban:
  - Női labdarúgó-világbajnokság győztes: 1991, 1999
  - Női labdarúgó-világbajnokság bronzérmes: 1995
  - Olimpiai játékok aranyérmes: 1996